# 刺嘴蜂鸟属
刺嘴蜂鸟属（学名：Ramphomicron）为蜂鸟科的一个属。

## 下属物种
本属包括以下物种：
- 紫背刺嘴蜂鸟 Ramphomicron microrhynchum (Boissonneau, 1839)
- 黑背刺嘴蜂鸟 Ramphomicron dorsale Salvin & Godman, 1880